# Big Smo
Big Smo, de son vrai nom John Lee Smith, né le 14 février 1976 à San Diego, en Californie, est un chanteur, rappeur, producteur et réalisateur américain. Après quelques publications indépendantes, Big Smo publie son premier album, Kuntry Livin', dans un label en 2014 et atteint trois fois les classements Billboard. Il est le sujet d'une émission éponyme diffusée sur la chaîne A&E lancée en 2014. Smith vit dans une ferme familiale, le Kuntry Ranch, à Unionville, dans le Tennessee.

## Biographie

### Jeunesse
John Lee Smith est né à San Diego, en Californie, et est le fils de Mary Jane Smith (née Barber) et Carl Avery Smith,,. Son père, vétéran de la U.S. Navy, décède en 2007. Sa mère s'occupe de son business,.

### Carrière musicale
Smith se lance dans la musique en 1999, mais ne fera paraître aucun album avant trois ans,. Il publie son premier album Kuntry Kitchen au label Yayoda Records en 2002. Les deux albums qui suivent sont publiés au label Smo & Money Records, The Audio Biography en 2003, et Monument Society en 2004,. Plus tard, il publie un nouvel album au label Yayoda en 2007, The True South,. Son dernier album auto-produit s'intitule American Made, et est publié en 2010. Toujours en 2010, son clip maison Kickin' It in Tennessee se répand sur Internet, et obtient un total de cinq millions de visionnages sur YouTube,. Il publie deux EPs au label Warner Bros. Records, Grass Roots en 2012, et Backwoods Whiskey en 2013,. Le premier album de Smith chez une major est publié en 2014, et s'intitule Kuntry Livin',.

## Style musical
Selon Matt Bjorke de Roughstock, Big Smo est l'un des pionniers du rural rap ou hick-hop, « qui mêlent des thèmes et mélodies country et ruraux à des éléments de rap elements (production et chant). » Steve Legget d'AllMusic cite Big Smo pour son « mélange de thèmes et attitudes country et de rap et hip-hop dans un style qui mèneraient à penser que 'si Kid Rock et Run–D.M.C. avaient un enfant, il s'appellerait Big Smo'. »

## Médias
Smith est le sujet d'une émission éponyme intitulée Big Smo. L'émission, qui référence sa vie et sa carrière musicale sur la chaîne A&E, est lancée en juin 2014. En 2013, il apparait dans l'épisode Empty Bottles Full Cans de l'émission de télé-réalité Bar Rescue (en).

## Discographie

### Album studio
- 2002 : Kuntry Kitchen
- 2003 : The Audio Biography
- 2004 : Monument Society
- 2007 : The True South
- 2010 : American Made
- 2014 : Kuntry Livin'
- 2016 : We the People
- 2018 : Special Reserve
- 2019 : This One's for You

### EPs
- 2012 : Grass Roots
- 2013 : Backwoods Whiskey
- 2015 : Bringin' It Home